# Tenabo
Tenabo è uno degli 11 comuni dello Stato della Campeche, Messico; si estende per un'area di 882 km² con una popolazione di 9 736 abitanti secondo il censimento del 2010. Confina al nord con il comune di Hecelchakán; a est con il municipio di Campeche; a sud con il comune di Hopelchén e a ovest con il Golfo del Messico

## Località principali
A capo del comune c'è la città di Tenabo con 7 543 abitanti. Si divide in aree: 
- Barrio Jacinto Canek
- Barrio San Pedro
- Col. Ana María Farias
- Col. Procesadora
- Col. Lazareto
- Col. Esperanza

Le altre località rurali non superano il migliaio di abitanti e le più grandi, con la relativa popolazione al 2010, sono:
- Tinún 	998
- Emiliano Zapata 	419
- Kankí 	202
- Santa Rosa 	181

## Cronologia dei Governatori
| Governatore del Comune           | Periodo   |
| -------------------------------- | --------- |
| Ricardo Marentes                 | 1916-1917 |
| Luis P. Cervera                  | 1918      |
| Emiliano Barahona                | 1919      |
| Ricardo Marentes                 | 1920      |
| José Higinio Hurtado             | 1921      |
| Candelario Cervera               | 1922      |
| Ricardo Carentes                 | 1923      |
| Dionisio Mijangos                | 1924-1925 |
| Severino Chan                    | 1926-1927 |
| Bernabé Muñoz P.                 | 1928-1929 |
| Ricardo Marentes M.              | 1930-1931 |
| Alvaro Muñoz Cervera             | 1932-1933 |
| Ricardo Marentes C.              | 1934-1935 |
| Luciano Muñoz P.                 | 1936-1937 |
| Manuel Concha Rosado             | 1938-1939 |
| José del Carmen Pool             | 1940-1941 |
| Ismael Herrera                   | 1942      |
| Juan Muñoz C.                    | 1942-1943 |
| Pedro Miranda Lira               | 1944-1946 |
| José Higinio Icthe Ch.           | 1947-1949 |
| Alvaro Muñoz Quero               | 1950-1952 |
| Francisco Caro C.                | 1953-1955 |
| Javier Caro Medina               | 1956-1958 |
| Jorge Muñoz Icthe                | 1959-1961 |
| Miguel López Valle               | 1962-1964 |
| Renato Cuevas Pérez              | 1965-1967 |
| Anastacio Perera Bojorquez       | 1968-1970 |
| Pastor Villamil Pacheco          | 1971-1973 |
| Israel Cortés Poot               | 1974-1976 |
| Marcelino Chan Euan              | 1977-1979 |
| Miguel López Valle               | 1980-1982 |
| Hernán Caamal Ordoñez            | 1983-1985 |
| Adriano Uc May                   | 1986-1988 |
| Francisco Canche Carrillo        | 1989-1991 |
| Enrique Muñoz Herrera            | 1992-1994 |
| Elda Eusebia Concha Chávez       | 1995-1997 |
| Ponciano Narváez Moo             | 1997-2000 |
| José Roman Chan Poot             | 2000-2003 |
| Prof. Wilbert Ariel Ruiz Poot    | 2003-2006 |
| Prof. Julio Cesar Sánchez Caamal | 2006-2009 |